# Ujazd (zniesiona osada)
Ujazd – była osada w Polsce, w województwie wielkopolskim, w powiecie grodziskim, w gminie Grodzisk Wielkopolski.
Osadę zniesiono z dniem 1 stycznia 2016.